# Automobilfabrik Orion
Zürcher, Automobilfabrik Orion AG, zuvor Zürcher & Huber, Automobilfabrik Orion, war ein Schweizer Hersteller von Automobilen, Lastkraftwagen und Automobilzubehör.

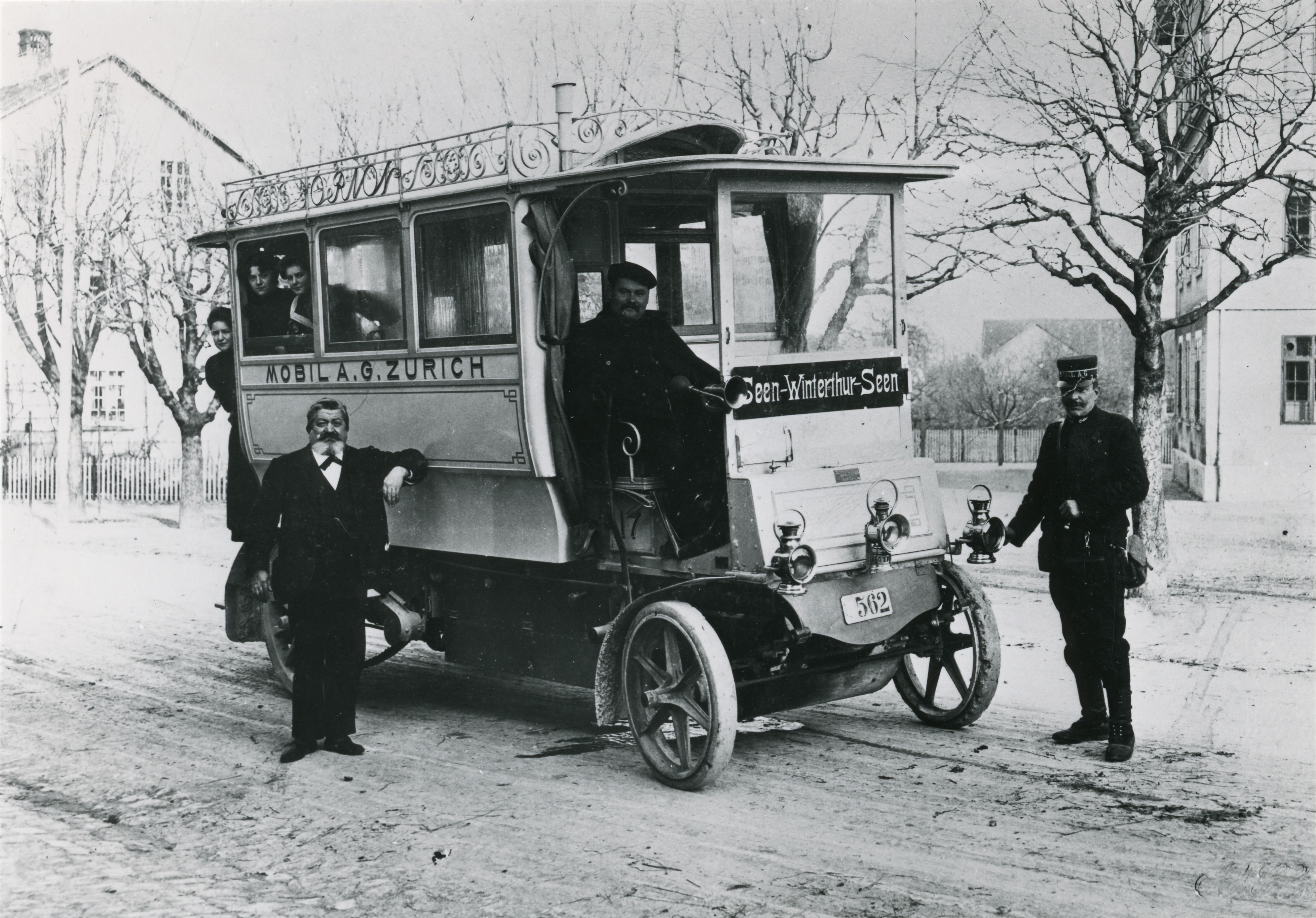
Orion-Autobus der Mobil AG Zürich, genutzt in Winterthur 1905

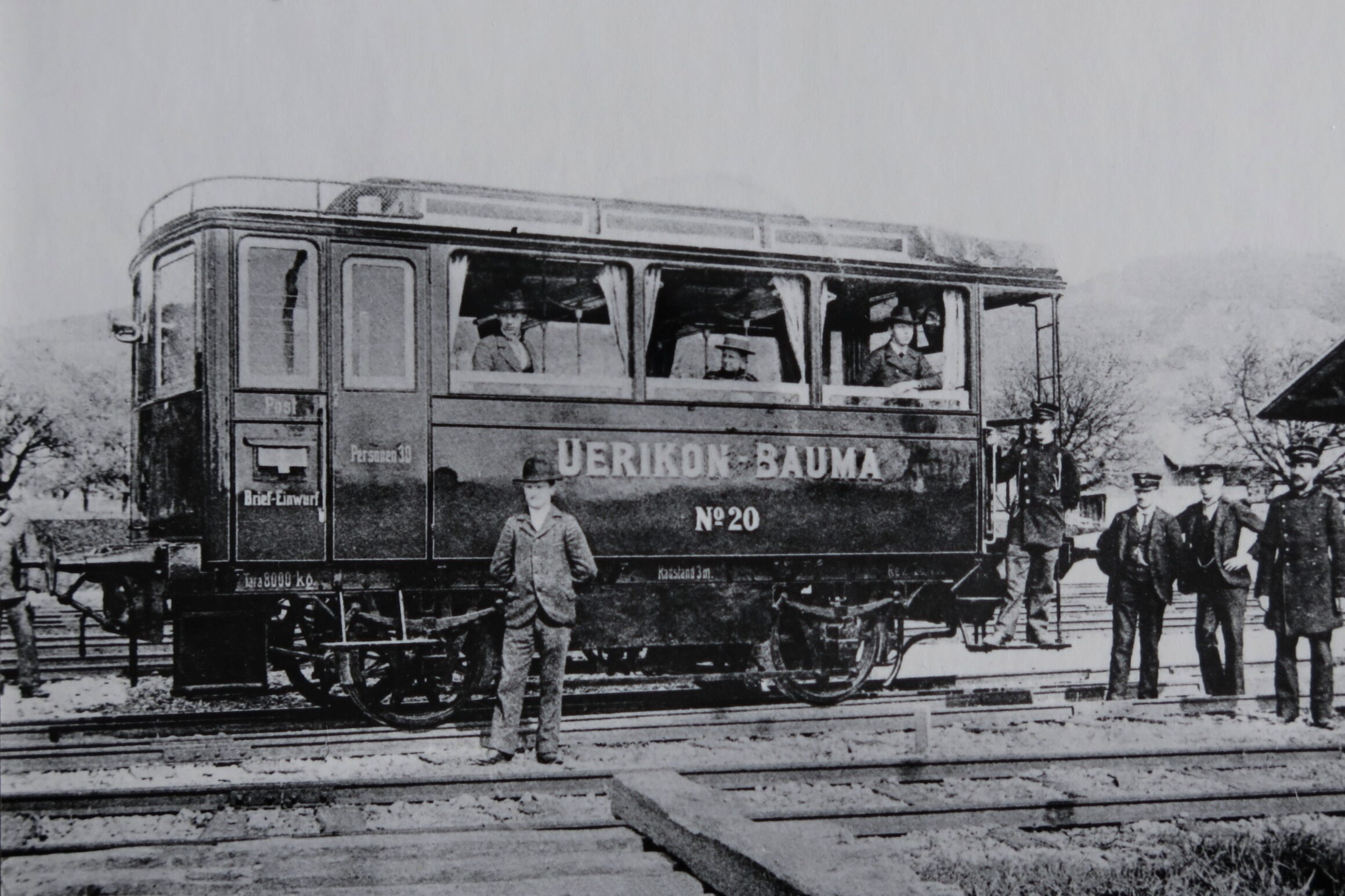
Motorwagen CZm 1/2 20 der UeBB, 1905

## Unternehmensgeschichte

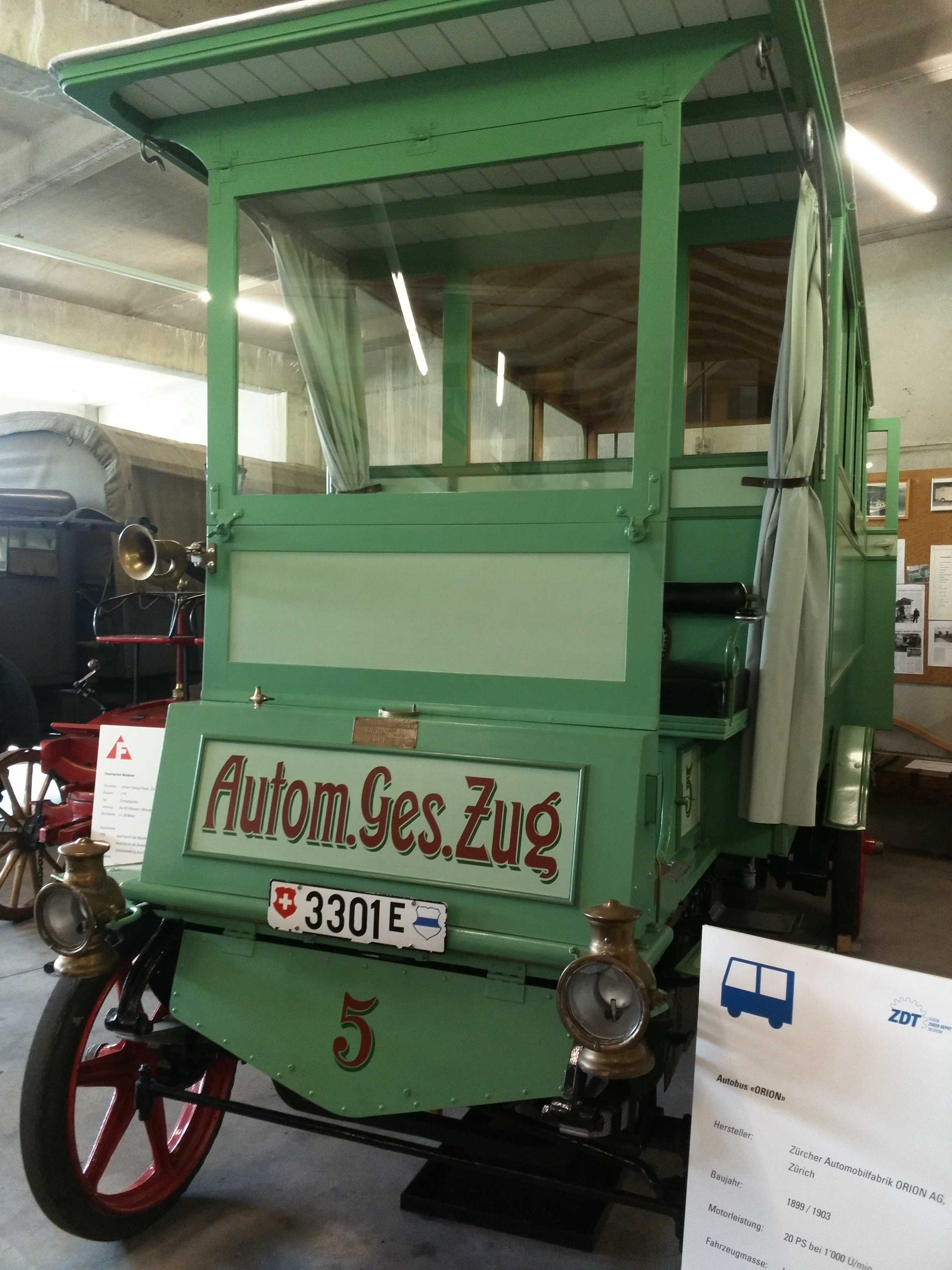
Orion-Autobus von Zug, Front

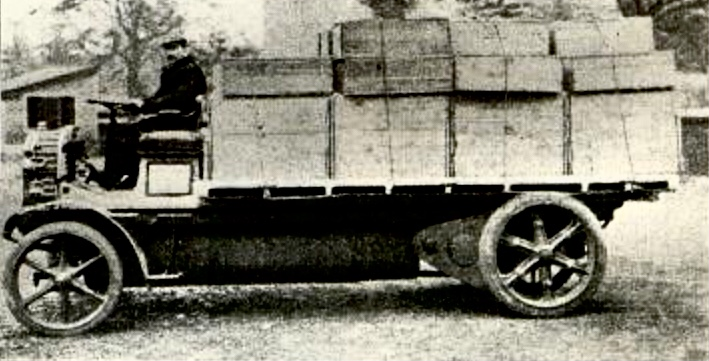
Orion 18/20 PS von 1909 mit 3 t Zuladung, zulässiges Gesamtgewicht 5992 kg

Alfred Zürcher, der zuvor bei der Waffenfabrik Martini tätig war, eröffnete 1898 im Zürcher Stadtteil Hottingen eine Werkstatt. Am 21. Juni 1900 gründete er zusammen mit Jean Huber das Unternehmen Zürcher & Huber, Automobilfabrik Orion zur Produktion von Automobilen. Der Markenname lautete Orion. Zunächst wurden Automobile hergestellt. Ab 1902 entstanden nur noch Lastwagen und Autobusse. Zwischen 1903 und 1905 wurden 50 Exemplare des Oldsmobile Curved Dash importiert und verkauft. 1904 folgte die Umwandlung in eine Aktiengesellschaft namens Zürcher, Automobilfabrik Orion AG. Zweigbetriebe existierten in Bologna und Marseille. 1910 endete die Fahrzeugproduktion. Neben der Reparatur von Nutzfahrzeugen stellte das Unternehmen nun Kühler her. Zwischen 1918 und 1935 erfolgte der Vertrieb von Fahrzeugen von Mathis. Anschliessend entstanden noch Felgen, Kühler, Wagenheizungen und anderes Zubehör. 1976 oder 1977 folgte die Übernahme durch den international tätigen Technologiekonzern AL-KO.

## Personenwagen Vis-à-vis
Das einzige Modell war der Vis-à-vis. Ein wassergekühlter Einzylindermotor war vorne im Fahrzeug montiert und trieb die Hinterachse an. Die Karosserieform Vis-à-vis bot Platz für vier Personen.